# Яббаров, Анатолий Ахмедович
Анато́лий Ахме́дович Ябба́ров (24 августа 1937, Баку — 6 ноября 2023, Москва) — советский и российский актёр театра и кино, театральный режиссёр. Заслуженный артист Российской Федерации (1996).

## Биография
Родился 24 августа 1937 года в Баку в многодетной семье. После окончания школы поступил на физико-математический факультет Ашхабадского университета, затем перешёл в Педагогический институт в Чарджоу на факультет русского языка и литературы, который не окончил.
С 1959 по 1962 год работал в Русском драматическом театре имени Пушкина в Ашхабаде. Затем поступил в ГИТИС им. А.В. Луначарского (курс Иосифа Раевского и Николая Пажитного), который окончил в 1966 году.
В кино дебютировал в 1964 году, будучи студентом, в картине режиссёра Григория Чухрая «Жили-были старик со старухой». Анатолий Яббаров исполнял преимущественно эпизодические роли, но его персонажи были яркими и запоминающимися. Благодаря особой фактуре актёру хорошо удавались отрицательные герои: убийца из «Двух капитанов», уголовник по кличке Митяй из «Джентльменов удачи», гробовщик из фильма «Совсем пропащий». Всего в фильмографии актёра более 30 кинокартин.
С 1996 года и до конца жизни — в труппе Государственного театра киноактёра (ныне — Центр театра и кино на Поварской). В Театре киноактёра поставил несколько спектаклей.
Автор книг «Кадр шестой, дубль последний» (1999), «Стоп! Кина не будет!» (2013).
Скончался 6 ноября 2023 года в Москве в возрасте 86 лет из-за проблем с сердцем. Прощание с актёром прошло 9 ноября, урна с прахом захоронена на Ваганьковском кладбище.

## Режиссёрские театральные работы

### Государственный театр киноактёра
1. «Бродвей… Бродвей…» / «Всё о Еве» / «Бродвей… Бродвей, или Любовные страсти звёзд Бродвея» / «Интриги Бродвея» (авторы: Мери Орр, Реджинальд Дэнем)
2. «Щелкунчик и Мышиный король» (автор: Эрнст Теодор Амадей Гофман)
3. 2008 — «Али-Баба и разбойники» (автор: В. Маслов)
4. 2015 — «Ах, эти женщины!» (автор: Андрей Курейчик)

## Фильмография
1. 1964 — Жили-были старик со старухой — сектант Володя
2. 1964 — Одиночество — антоновец
3. 1965 — Одесские каникулы — Таран
4. 1966 — Скверный анекдот — Ваня
5. 1967 — Звёзды и солдаты — капитан Челпанов
6. 1967 — Таинственная стена — матрос на танкере
7. 1969 — Преступление и наказание — гость на поминках
8. 1970 — Бег — солдат с гробами
9. 1970 — Шаг с крыши — Тых
10. 1971 — Возвращение к жизни
11. 1971 — Джентльмены удачи — уголовник Митяй
12. 1973 — Совсем пропащий — гробовщик
13. 1974 — Цвет золота — Сназин
14. 1976 — Два капитана — убийца на берегу
15. 1976 — Легенда о Тиле — слепой
16. 1976 — По волчьему следу
17. 1977 — Побег из тюрьмы — филёр / надзиратель
18. 1986 — Скажите им правду
19. 1987 — Без солнца — крючник Татарин
20. 1988 — Частный визит в немецкую клинику
21. 2001 — Часы без стрелок — приятель Семёна
22. 2007 — Джоконда на асфальте — партнёр хозяина
23. 2008 — Телохранительница
24. 2011 — Фурцева — писатель Константин Федин

## Награды и звания
- Орден Дружбы (28 июля 2011 года) — за большие заслуги в развитии отечественной культуры и искусства, многолетнюю плодотворную деятельность[6].
- Заслуженный артист Российской Федерации (9 апреля 1996 года) — за заслуги в области искусства[7].